# Volevo fare la rockstar (serie televisiva)
Volevo fare la rockstar è stata una serie televisiva italiana, diretta da Matteo Oleotto e ispirata all'omonimo blog di Valentina Santandrea.

## Trama

### Prima stagione
La serie è ambientata nell'immaginaria città di Caselonghe e ha come protagonista Olivia, per gli amici Olly, una ragazza di 27 anni in crisi esistenziale in quanto si è trovata a diventare adulta e responsabile in fretta per crescere le sue due figlie gemelle, Emma e Viola, avute a 16 anni, e a tenere al riparo dai guai il fratello minore scansafatiche, Eros. Un incidente le apre gli occhi sul fatto che la vita è una sola e che, forse, vale la pena provare a cambiarla per realizzare qualcuno dei sogni che ha messo da parte, inoltre lo psichiatra che la prende in cura dopo l’incidente le consiglia di aprire un blog in cui raccontare la sua vita, che lei chiama ‘’Volevo Fare la Rockstar’’, riferendosi al sogno che aveva prima di restare incinta. La sua presa di coscienza contagia anche chi le sta accanto, come suo fratello Eros che inizierà a chiedersi come sia possibile parlare pubblicamente del suo orientamento sessuale se lui per primo non riesce ad accettarsi. In tutto questo si unisce il mistero che circonda l'identità del padre delle gemelle, mentre ad accentuare i toni della commedia ci pensa l'eccentrica Nadja, madre di Olly e Eros con un passato da tossicodipendente, e i due migliori amici di Olly: la vivace veterinaria Daniela e Fulvio, un prete con l'animo punk.

### Seconda stagione
A due anni dalla fine della prima stagione qualcosa è cambiato. Olivia e Francesco, dopo alti e bassi, si sono definitivamente lasciati. I due continuando a lavorare insieme e lei tuttavia è ancora innamorata di lui che però ha iniziato una relazione con Silvia, insegnante di italiano e latino in una scuola serale che, per un caso del destino, si ritroverà ad essere l'insegnante di Olivia e sua mentore. Eros, dopo ciò che è successo con Antonio, ha iniziato a frequentarsi con Fabio, un artista di strada che ha conosciuto su un app di incontri. Le due gemelle, Emma e Viola, sono cresciute, frequentano la terza media e soprattutto sono sempre più legate alla loro ‘’nuova’’ nonna Nice, che cerca di inserirle nell’alta società della quale fa parte, accendendo i conflitti tra loro ed Olivia che non vuole che diventino classiste e superficiali. Nadja, la madre di Olivia ed Eros, ha trovato un lavoro e messo la testa a posto, ma soffre ancora per il suo rapporto con il figlio che non riesce a perdonarla per i problemi del passato. Non possono mancare Daniela e Fulvio, gli amici di sempre di Olivia che cercano di tirarla fuori dai guai in cui quotidianamente si infila.

## Episodi
| Stagione         | Episodi | Prima TV |
| ---------------- | ------- | -------- |
| Prima stagione   | 12      | 2019     |
| Seconda stagione | 8       | 2022     |

## Produzione
Le location della serie sono Gorizia, Cormons e la Slovenia; in particolare, l'immaginario paese di Caselonghe (in cui vive la protagonista Olivia e la sua famiglia) è in realtà il quartiere di Piedimonte del Calvario di Gorizia. Le riprese della serie sono state fatte da settembre 2018 a febbraio 2019.
La prima stagione della serie è stata interamente distribuita su RaiPlay il 30 ottobre 2019, e dallo stesso giorno è andata in onda su Rai 2 con due episodi settimanali fino al 4 dicembre. Dopo il rinnovo della serie per la seconda stagione, è stata confermata una sceneggiatura per la terza stagione. Tuttavia, la serie è stata poi cancellata dopo la seconda stagione.
La prima stagione è disponibile sulla piattaforma Prime Video. La seconda stagione è disponibile sulla piattaforma RaiPlay.

## Colonna sonora
La colonna sonora è composta da Giuliano Taviani e Carmelo Travia, e pubblicata da Rai Com. L'album della prima stagione è stato pubblicato il 5 novembre 2019, quello della seconda il 23 marzo 2022.

### Prima stagione
1. Olivia Cash – 2:33
2. Olivia Cash (Country) – 0:44
3. Olivia Cash (Punk) – 0:46
4. Olivia Cash (Raggae) – 3:16
5. Shine (Instrumental) – 2:00
6. Shine (feat. Diana Tejera) – 3:34
7. Flash Draw (Rock) – 3:17
8. Beautiful – 1:19
9. Jon e Diana (feat. Diana Tejera) – 3:09
10. Que viva Mexico – 1:11
11. Shady – 4:11
12. Olivia e Cesare – 2:41
13. Le brulle – 2:32
14. Ballad di Olivia e Francesco – 1:41
15. È tornata nonna – 3:07
16. Cesare ragazzi – 2:54
17. Gemelle M – 2:55
18. Francesco blues – 2:53
19. Dado – 1:17
20. Signor Carnelutti – 2:05
21. Emma nella casa – 2:34
22. Il funerale di Olivia – 1:28
23. Olivia in bici – 1:41
24. Globetrotter (Instrumental) – 2:30
25. In chiesa – 1:59
26. Texas Gorizia – 1:52
27. Rugby Game – 2:56
28. Tex ubriaco – 2:17
29. Sweet and Jelly – 1:30

### Seconda stagione
1. Blue Star – 2:40
2. Jimmy Blues – 2:32
3. On the Road – 2:53
4. Olly – 4:01
5. Atmospheres – 2:26
6. Jon e Diana – 3:03
7. Colpire al cuore – 2:29
8. Up and Down – 2:20
9. Pan Zal – 1:25
10. Arcade – 1:30
11. Eros e Fabio – 2:08
12. Pirt Dog – 2:25